# 茨木市立西河原小学校
茨木市立西河原小学校（いばらきしりつにしがわらしょうがっこう）は、大阪府茨木市にある公立小学校。

## 概要
従来の茨木市立太田小学校と茨木市立耳原小学校の校区を再編する形で、1984年に新設開校した。
学校目標として、「自ら学び、心豊かに、未来をきりひらく子どもの育成」を掲げる。

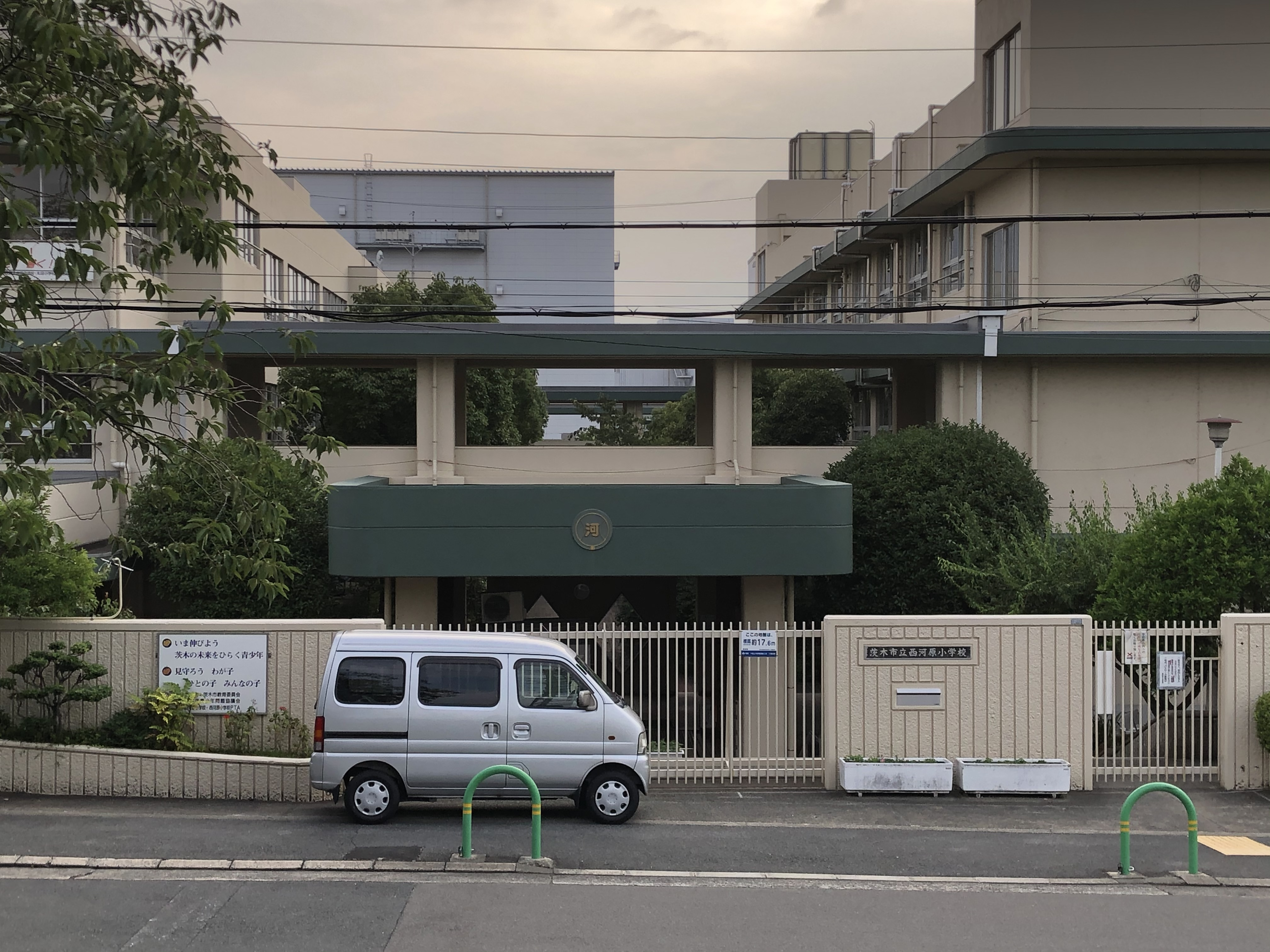
西河原小学校

## 沿革
- 1984年4月 - 開校
- 1985年3月 - 校歌制定
- 1990年2月 - 中庭整備
- 1990年11月 - 茨木市立教育委員会指定体育研究発表会
- 1996年2月 - 全国小学校・中学校環境教育賞 奨励賞受賞

## 通学区域
- 茨木市 西河原北町、西太田町（一部を除く）、五日市1丁目の一部、城の前町、西河原3丁目、南耳原1丁目の一部、南耳原2丁目の一部、東太田1丁目の一部

卒業後は基本的に茨木市立太田中学校と茨木市立三島中学校の2校に分かれて進学する。

## 交通
- 阪急京都線 総持寺駅 北西へ約2km。